# ヴィゴツキーテスト
ヴィゴツキーテスト（the Vygotsky Test）は、子どもの概念形成の過程を確認するためのさまざまな形、色、大きさの積み木を使った試験法。ヴィゴツキー学派の実験者が用いる。正しくは、ヴィゴツキーの指導のもとに共同研究者であるレオニード・サハロフが開発した試験法であり、別名ヴィゴツキー＝サハロフ・テストとも呼ばれる。自由主義陣営の国々では、1962年にヴィゴツキー著『思考と言語』の翻訳が米国で出版されるまで、この試験法のみが先行して広く知られていた。
以下に、『思考と言語』のなかで、具体的に説明された試験法の内容を示す。
実験では、色、形、高さ、大きさの異なる22個の積木を用いる。5種類の色（緑、赤、黄、白、黒）、6種類の形（丸、正方形、六角形、菱形、半円形、三角形）、2種類の高さ（高いもの、平たいもの）、2種類の大きさ（大きいもの、小さいもの）の要素を組み合わせて作られている。
おのおのの積木の裏側には、「ラグ」、「ビク」、「ムル」、「セブ」などのように、被験者には、はじめは何のことか意味不明な四つの単語のうちのいずれかが書かれている。だが、これらの単語は、実はある意味、ある概念をもっているのであって、それを被験者がどのように発見していくかが、実験の要所となる。
実験の順序については、まず雑然と置かれたこれらの積木のうちの一つを、実験者が裏返して、そこに書かれている単語を読む。この積木を「見本」と呼んでいるが、被験者には、この「見本」と同じ種類のもの、つまり同じ単語の書かれている積木を、他の積木のなかから見つけることが求められる。
被験者は、これらの積木を自分でひっくり返してみることはできない。かれがこれだと指し示すものを、実験者が裏返していく。こうして裏返される積木の増えるに従い、被験者には、徐々に、単語が何を意味するかが分かってくることになっている。
つまり、だんだんと新しい概念が、被験者に形成されていく。その過程、その段階を、実験者は、被験者の反応の仕方、解答の仕方から追跡していくことになる。
ヴィゴツキーの同僚であったルリヤは著書『言語と意識』のなかで、「この方法によって、語の背後にある意味的結合を単に記述するだけでなく、発達の継次的各段階で語の背後にかくれている心理諸機能や、その結果として概念の形成をもたらす心理活動の方略について、くわしく研究する可能性がはじめて開かれた」と評価している。
この実験の短所は、ヴィゴツキー自身も指摘しているように、この方法の人為性にあり、子どもの現実の教授―学習からかけ離れていることにある。